# Yamato-gun

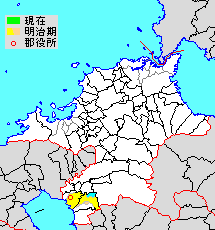
Karte des Yamato-gun (gelb) in Fukuoka-ken (weiß) im 19. Jahrhundert mit Gemeindegrenzen des 21. Jahrhunderts (schwarz)

Yamato (jap. 山門郡 Yamato-gun) war ein Landkreis in der Präfektur Fukuoka in Japan. 
2003 hatte er hat eine Fläche von 103,78 km², eine Einwohnerdichte von 625,49 Personen pro km² und insgesamt etwa 64.913 Einwohner.
Mit der Vereinigung der Städte Setaka und Yamakawa und der Stadt Takata des Landkreises Miike am 29. Januar 2007 zur kreisfreien Stadt Miyama wurde der Landkreis aufgelöst.
Koordinaten: 33° 9′ N, 130° 28′ O